# Tia Mare
Tia Mare là một xã thuộc hạt Olt, România. Dân số thời điểm năm 2002 là 4950 người.